# Altan
Altan — ирландская фолк-группа, образованная в графстве Донегол в 1987 году вокалисткой Майред Ни Мхаонай и ее мужем Фрэнки Кеннеди. Группа в первую очередь находилась под влиянием традиционных ирландских песен из Донегола и продала более миллиона записей.
Группа была одной из первых традиционных ирландских групп, подписавших контракт с крупным лейблом, когда они подписали контракт с Virgin Records в 1994 году. Группа сотрудничала с Долли Партон, Энией, The Chieftains, Бонни Райтт, Элисон Краусс и многими другими.

## Наследие
В течение почти двух десятилетий (с декабря 1994 года по январь 2014 года) в Гуидор, графство Донегол, ежегодно проводилось мероприятие Scoil Gheimhridh Frankie Kennedy (Зимняя музыкальная школа Фрэнки Кеннеди) в честь соучредителя Фрэнки Кеннеди.
Ни Мхаонайх считается одной из величайших певиц Ирландии, наряду с Мэри Блэк, Мойей Бреннан и Шинейд О'Коннор.

## Дискография

### Frankie Kennedy and Mairéad Ní Mhaonaigh
- Ceol Aduaidh (Music of the North) (1983)
- Altan (1987)

### Altan
Студийные альбомы
- Horse with a Heart (1989)
- The Red Crow (1990)
- Harvest Storm (1992)
- Island Angel (1993)
- Blackwater (1996)
- Runaway Sunday (1997)
- Another Sky (2000)
- The Blue Idol (2002)
- Local Ground (2005)
- 25th Anniversary Celebration (2010)
- Gleann Nimhe – The Poison Glen (2012)
- The Widening Gyre (2015)
- The Gap of Dreams (2018)
- Donegal (2024)

Концертные альбомы
- The Best of Altan (1997)

Сборники
- The First Ten Years (1986–1995) (1995)
- The Best of Altan (1997)
- Altan's Finest (2000)
- Once Again 1987–93 (2000)
- The Best of Altan: The Songs (2003)